# Великий Томб
Великий Томб, також Томбе-Бозорг   (Тунб аль-Кубра, перс. تنب بزرگ) — острів у Перській затоці, адміністративно відноситься до іранської провінції Ормузган. Знаходиться приблизно за 80 км на північний захід від міста Рас-ель-Хайма , за 11,2 км на схід від острова Малий Томб (Томбе-Кучек), за 27,2 км на південний захід від острова Кешм, за 41,6 км від порту Бандар-е Ленгеха та за 50 км на північ від острова Абу-Муса  . Найвища точка - 53 м над рівнем моря . Адміністративно ставиться до бахшу Томб шахрестана Абумуса остана Хормозґан.

## Опис та географія
Острів має круглу форму з приблизним діаметром 4 км і площею 10,3 км², а його найвища висота становить 52,5 м над рівнем моря. Флора острова складається з пишних злакових та кущів, які покривають острів наприкінці зими та на початку весни у центральній частині, тоді як шовковицеві та пальмові переважають на південно-західному узбережжі. Фауна включає птахів, ящірок та змій, а раніше була велика кількість диких кіз, антилоп та зайців, які зникли в середині XX століття під час британського контролю над островом. Є також кілька витоків річок, але вода здебільшого солонувата.

## Історія
Володіння островами Великий Томб, Малий Томб та Абу-Муса дозволяло тій чи іншій стороні практично повністю контролювати вихід із Перської затоки до Індійського океану. У стратегічному відношенні ці острови можна порівняти з Гібралтаром при вході до Середземного моря або Адена при вході до Червоного моря. Історично острів був під контролем Ірану до середини 1900-х років, коли його окупували британці та керували ним із сучасних Еміратів. Під час виходу Британії з цих протекторатів Іран зайняв військами Великий та Малий Тунб, а після проголошення незалежності Об'єднані Арабські Емірати заволоділи островами, поклавши початок довготривалій суперечці. У 1930-х роках острови стали однією з причин розбіжностей між Іраком та Іраном. Острови й досі є предметом гострої територіальної суперечки між ОАЕ та Іраном   .
Острови Великий Томб та Абу-Муса з давніх-давен відвідувалися і періодично заселялися арабами та персами, які займалися тут рибальством, видобутком перлів, розведенням худоби та контрабандною торгівлею. У середині XX століття Великий Томб і Абу-Муса були заселені арабами, вихідцями з Оману, Шарджі та Рас-ель-Хайми, а їх чисельність на островах становила відповідно 1000 та 800 осіб, відповідно  .
Належав емірату Рас-ель-Хайма. 30 листопада 1971 року Іран окупував острови Великий і Малий Томб і Абу-Муса (належав емірату Шарджа). Поліція Рас-ель-Хайми чинила збройний опір. Цей інцидент став важливим фактором, який переконав лідерів емірату в тому, що Рас-ель-Хайма виграє від об'єднання, і 11 лютого 1972 року емірат приєднався до Об'єднаних Арабських Еміратів .
2000 року Іран оголосив ці острови своєю «невід'ємною частиною своєї території». Спроби ОАЕ, спираючись на підтримку Ліги арабських держав (ЛАД) та Ради Безпеки ООН протистояти анексії цих островів, успіхом не увінчалися   . Офіційний представник МЗС Ісламської Республіки Іран Марзіє Афхам  заявила  :
|  | Існуючі міжнародні документи свідчать, що острови Великий Томб, Малий Томб та Абу-Муса здавна належали Ірану і лише 1903 року вони потрапили під контроль Великої Британії. Однак у 1971 році острови були повернуті Тегерану, причому ще до появи держави ОАЕ на карті світу. |

## Економіка
На острові постійно проживає близько 300 жителів, а його економіка орієнтована на рибальство, видобуток перлів і видобування оксиду заліза. Також тут знаходиться маяк та функціонує військовий аеродром, розташований на південному сході острова.